# Zambézie du Nord
Pour les articles homonymes, voir Zambézie.
1891–1911
Entités suivantes :
- Rhodésie du Nord

La Zambézie du Nord (ou Haut-Zambèze) est le nom, officieux, donné parfois au territoire correspondant à la Rhodésie du Nord (actuelle Zambie) à la fin du XIXe siècle et au début du XXe siècle. De jure, la Rhodésie du Nord-Ouest est formée en 1891 ; le Barotseland lui est adjoint en 1899 pour former le Barotseland-Rhodésie du Nord-Ouest. En 1911, la fusion du Barotseland-Rhodésie du Nord-Ouest et de la Rhodésie du Nord-Est crée la Rhodésie du Nord.